# Ectropis longiscapia
Ectropis longiscapia là một loài bướm đêm trong họ Geometridae.